# Hemže-Mýtkov
Hemže-Mýtkov este o arie protejată (arie specială de conservare — SAC, sit de importanță comunitară — SCI) din Republica Cehă întinsă pe o suprafață de 27,83 ha, integral pe uscat.

## Localizare
Centrul sitului Hemže-Mýtkov este situat la coordonatele 50°00′04″N 16°14′59″E / 50.001111°N 16.249722°E.

## Înființare
Situl Hemže-Mýtkov a fost declarat sit de importanță comunitară în noiembrie 2009 pentru a proteja un număr necunoscut de specii din flora spontană și fauna sălbatică aflate în arealul zonei. Situl a fost protejat și ca arie specială de conservare în iulie 2012.

## Biodiversitate
Situată în ecoregiunea continentală, aria protejată conține 1 habitat natural: Păduri pe pante, grohotișuri și ravene de Tilio-Acerion.
La baza desemnării sitului se află un număr nedeclarat de specii protejate.